# Arenicola marina
Arenicola marina là một loài giun biển, đây là một loài giun biển lớn của ngành Annelida. Các đụn cát nhỏ do loài này đùn lên một cảnh quen thuộc trên bãi biển khi thủy triều xuống nhưng loài này hiếm thấy trên bãi biển Đại Tây Dương và châu Âu, những người đi câu thường đào chúng lên làm mồi câu cá. Loài này có màu đỏ cam dài 10–15 cm.
Theo nghiên cứu của Công ty công nghệ sinh học Pháp Hemarina thì máu của loài giun biển này có thể sớm làm thay đổi lớn trong y khoa nhờ sức mạnh oxy hóa và tương thích với tất cả các loại máu.